# Madewood Plantation House
Madewood Plantation House, también conocida como Madewood, es una antigua plantación de caña de azúcar en Bayou Lafourche, cerca de Napoleonville, Luisiana . Se encuentra aproximadamente a dos millas al este de Napoleonville en Louisiana Highway 308 . Un Monumento Histórico Nacional, la casa de 1846 es arquitectónicamente significativa como la primera obra importante de Henry Howard, y como una de las mejores casas de plantación del Renacimiento griego en el sur de Estados Unidos.  

## Descripción
Está ubicada en la orilla norte de Bayou Lafourche, en terrenos cuidados separados del pantano por la autopista 308. Es una estructura de mampostería de dos pisos, construida con paredes de ladrillo macizo que han sido terminadas con estuco ranurado para que parezcan bloques de piedra. Su fachada de cinco bahías está encabezada por un frente de templo del Renacimiento griego de seis columnas, que tiene columnas jónicas que se elevan hasta un amplio entablamento y un hastial con frontón completo con una persiana de media caña en el centro. La galería del segundo nivel tiene una delicada balaustrada tallada. El bloque principal está flanqueado a la derecha por un codo rectangular ya la izquierda por uno en forma de L que se extiende más allá de la parte trasera del bloque principal. El interior exhibe carpintería de alta calidad, en su mayoría ciprés, con algunas pintadas para parecerse a otros materiales, como mármol, roble y otras maderas exóticas. 

## Historia

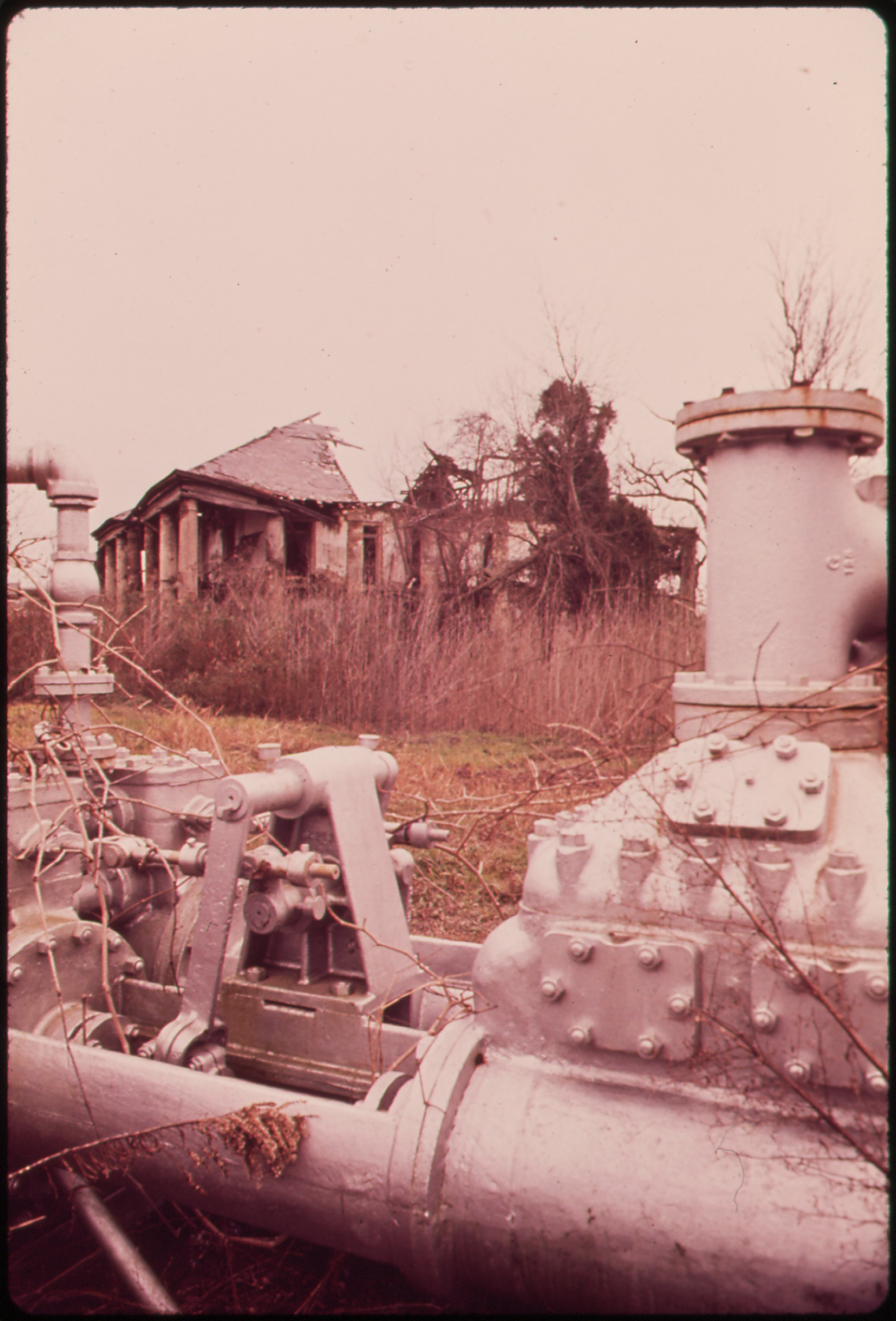
Madewood Plantation House en estado de ruina en 1973

La mansión fue construida para el coronel Thomas Pugh en 1846 y fue diseñada por el arquitecto Henry Howard en estilo neogriego. La casa fue originalmente la casa señorial de un 10 000 acres (4046,9 ha) plantación de azúcar.
Thomas Pugh era medio hermano de William Whitmell Hill Pugh, propietario de la plantación Woodlawn, y de Alexander Franklin Pugh, copropietario de las plantaciones Augustin, Bellevue, Boatner y New Hope. Thomas Pugh murió de fiebre amarilla en 1852. Durante la Guerra Civil, las tropas de la Unión utilizaron los jardines como hospital.
Harold Marshall compró la casa Madewood en 1964 y se sometió a una importante restauración que se completó en 1978. Fue declarado Monumento Histórico Nacional en 1983.  
Hoy se ejecuta como una atracción turística y una cama y desayuno. 

## En la cultura popular
La plantación ha aparecido en varias producciones de cine y televisión, incluidas A Woman Called Moses (1978), Sister, Sister (1987) y The Beguiled (2017). 
Partes del álbum visual de Beyonce Lemonade (2016) fueron filmadas en el lugar.
El video musical de " GOMD " de J. Cole (2015) fue filmado en la plantación.